# Fritz Stöckli
Fritz Karl Stöckli (* 15. Mai 1916; † 1968 in Zürich) war ein Schweizer Ringer, Schwinger und Bobfahrer. Er gewann bei den Olympischen Spielen 1948 in London eine Silbermedaille im Freistilringen im Halbschwergewicht. 1953 wurde er mit Felix Endrich in Garmisch-Partenkirchen Weltmeister im Zweierbob.

## Erfolge im Ringen
Fritz Stöckli begann als Jugendlicher mit dem Freistilringen und dem Schweizer Nationalsport Schwingen. Das erste Resultat, das aus dieser Zeit bekannt ist, ist ein 5. Platz bei einem internationalen Ringerturnier im freien Stil im Mittelgewicht in Strassburg im Jahr 1934, das von Jean Jourlin aus Frankreich gewonnen wurde. Für die Teilnahme als Freistilringer bei den Olympischen Spielen 1936 in Berlin konnte er sich nicht qualifizieren. 1938 wurde er Schweizer Meister im Freistilringen im Halbschwergewicht vor A. Eggenberger aus Bern. Er startete dort für einen Lausanner Sportverein.
1939 stand Fritz Stöckli in der Schweizer Staffel, die in Mannheim einen Länderkampf gegen Deutschland bestritt. Er verlor dabei im Halbschwergewicht gegen Karl Ehret aus Ludwigshafen nach Punkten.
Auf der internationalen Ebene konnte er sein Können erst ab 1946 zeigen, da wegen der angespannten Vorkriegszeit und des Zweiten Weltkrieges von 1938 bis 1945 keine internationalen Meisterschaften im Freistilringen stattfanden. 1946 nahm er an der Europameisterschaft in Stockholm im Halbschwergewicht teil. Er besiegte dort Muharrem Candaş aus der Türkei, Hubert Prokop aus der Tschechoslowakei und Gyula Bobis aus Ungarn. Erst im Final unterlag er gegen Bengt Fahlkvist aus Schweden knapp nach Punkten und wurde damit Vize-Europameister. 1948 kam er bei den Olympischen Spielen in London auch zu olympischen Ehren. Im Freistilturnier besiegte er im Halbschwergewicht Robert Landesmann aus Frankreich, Charles Istaz aus Belgien, Muharrem Candaş, Fernand Payelle aus Kanada und Bengt Fahlkvist. Im Final musste er sich dem US-Amerikaner Henry Wittenberg geschlagen geben und gewann die Silbermedaille.

## Erfolge im Schwingen
Als Schwinger hatte Fritz Stöckli, inzwischen in Zürich ansässig, vor allem in den 1940er Jahren einige Erfolge. So gewann er 1942 beim Herbstschwingertag in Siebnen und beim Eidgenössischen Nationalturntag in Olten, 1943 beim Berchtoldsschwinget in Zürich, 1944 beim Zürcher Kantonal-Schwingfest in Winterthur, 1945 beim Eidgenössischen Nationalturntag in Solothurn und 1947 wieder beim Zürcher Kantonal-Schwingfest in Oerlikon. Den Titel eines Schwingerkönigs oder Erstgekrönten konnte er nie erreichen.

## Erfolge im Bobsport
Ende der 1940er Jahre kam Fritz Stöckli, animiert von Fritz Feierabend, dem Schweizer Olympiasieger und vielfachen Weltmeister im Bobfahren, zum Bobsport. Auch andere Schweizer Ringer bzw. Schwinger wie Gottfried Diener und Heinrich Angst gingen diesen Weg. Mit dem Steuermann Heiri Angst wurde Fritz Stöckli 1951 Schweizer Meister im Zweierbob. 1952 sass er dann im Viererbob des Steuermanns Felix Endrich, der als Schweiz II bei den Olympischen Winterspielen 1952 in Oslo auf den 4. Platz kam.
1953 wurde für Fritz Stöckli zum erfolgreichsten, aber gleichzeitig auch zum traurigsten Jahr seiner Bobsport-Karriere. In Garmisch-Partenkirchen wurde er mit Felix Endrich als Steuermann Weltmeister im Zweierbob. Er sass dann auch im Viererbob von Felix Endrich, der eine Woche nach dem Sieg im Zweierbob beim Training für die Viererbob-Weltmeisterschaft aus der Bahn geschleudert wurde. Felix Endrich erlitt dabei tödliche Verletzungen. Fritz Stöckli kam mit leichteren Verletzungen davon, beendete aber nach diesem tragischen Vorfall seine Laufbahn als Bobfahrer.

## Leben
Fritz Stöckli war gelernter Maschinenschlosser und arbeitete 12 Jahre als Verkehrspolizist in Zürich. 1954 übernahm er dort eine Garage. Er starb 53-jährig an einer Leberkrankheit.